# Пастернак посевной
Пастерна́к посевно́й, или Пастернак лугово́й, или Пастернак обыкнове́нный (лат. Pastináca satíva) — многолетнее травянистое растение, вид рода Пастернак (Pastinaca) семейства Зонтичные (Apiaceae).

## Распространение
Родиной растения считается Евразия.
На территории России пастернак обыкновенный встречается в европейской части, на Северном Кавказе и в Западной Сибири. Растёт среди кустарников, по сорным местам.
Растение натурализировано и культивируется повсюду в мире.

## Ботаническое описание
Травянистый двулетник или многолетник с мясистым корнем.
Стебель остроребристый, прямостоячий, бороздчато-гранёный, шершавый, опушённый, в верхней части ветвистый, высотой 30—100(200) см.
Листья очерёдные, непарноперистые, из 2—7 пар яйцевидных, крупнопильчатых или лопастных, более менее опушённых сидячих листочков; нижние листья короткочерешковые, верхние — с влагалищным основанием, сидячие.
Цветки обоеполые, мелкие, правильные, пятичленные, собраны в сложный зонтик из 5—15 лучей; обёртка и обёрточки чаще всего отсутствуют. Чашечка почти незаметная, венчик ярко-жёлтый.
Плод — округло-эллиптический, плоскосжатый, желтовато-буроватый вислоплодник. Корнеплод белый, толстый, сладковатый и приятно пахнущий, форма варьирует от округлой, как у репы, до конусовидной, как у моркови, цвет на разрезе желтовато-серый или желтовато-бурый.
Цветёт на второй год в июле — августе. Плоды созревают в сентябре.

## Химический состав
Растение богато минеральными солями, углеводами; в его корнях имеется также значительное количество витаминов — тиамина, никотиновой кислоты, рибофлавина, а также эфирного масла; обнаружены белковые вещества, жирное масло, клетчатка, крахмал, пектиновые вещества. В плодах найдены фурокумарины (не менее 1% — ксантотоксин, бергаптен, сфондин, полиины), флавоноидные гликозиды и кумарины.
В состав эфирного масла входит октилбутиловый эфир масляной кислоты, определяющий его своеобразный запах.

## Значение и применение
Как культурное овощное и кормовое растение пастернак посевной известен с конца XII века. Однако широко выращивать его стали с начала с XVIII века.
Пастернак посевной хорошо растёт в плодородной, дренированной садовой почве. Участки предпочитает солнечные, тёплые. Размножают его посевом семян, их сажают в мае сразу на постоянное место.
Медоносные пчёлы собирают с цветков пастернака посевного много нектара. Мёд высокого качества, светлый.

### Применение в кулинарии
Растение обладает слабым запахом, напоминающим запах петрушки, пряным, сладковатым вкусом, сходным со вкусом моркови. Пастернак широко применяется в кулинарии и кондитерском производстве. Его корни употребляют тушёными, а также как приправу к супам, гарнир к мясу или в качестве пряности к овощным салатам.

### Применение в медицине
Авторы средневековых травников, упоминая о пастернаке, ссылались на древнегреческого врача Диоскорида, который применял его в качестве мочегонного средства. Пастернак применяли в древней медицине также как средство, возбуждающее половую деятельность, повышающее аппетит, при галлюцинациях, как болеутоляющее при почечных, печёночных и желудочных коликах, как противокашлевое и для смягчения и отделения мокроты. В народной медицине настой и отвар корней пили при кашле для его смягчения и отделения мокроты, а также использовали при водянке и как болеутоляющее средство. Водный настой корней пастернака посевного с сахаром употребляют для возбуждения аппетита и как тонизирующее средство во время реабилитации после тяжёлых болезней.
В качестве лекарственного сырья используют плод пастернака посевного (лат. Fructus Pastinacae sativae), который заготовляют, скашивая растения машинами при побурении 60—80 % зонтиков и досушивая в валках, а затем обмолачивая и очищая от примесей.

Из плодов пастернака посевного фармацевтическая промышленность выпускает лекарственные препараты. Один из них — «Бероксан», им лечат некоторые кожные заболевания, в том числе витилиго. В экспериментальных исследованиях 
 было показано, что фурокумарины пастернака повышают чувствительность кожи к ультрафиолетовым лучам, что способствует репигментации обесцвеченных участков кожи у людей, страдающих витилиго.
Лечебно-диетические свойства пастернака признаны врачами. Установлено, что он улучшает пищеварение, укрепляет стенки капиллярных сосудов, оказывает болеутоляющее и отхаркивающее действие, обладает тонизирующими свойствами. В современной медицине пастернак используют для лечения и профилактики сердечно-сосудистых заболеваний.

## Классификация

### Таксономия[7]
Pastinaca sativa L., 1753,  Sp. Pl. : 262
Вид Пастернак посевной относится к роду Пастернак (Pastinaca) семейства Зонтичные (Apiaceae) порядка Зонтикоцветные  (Apiales). Кладограмма в соответствии с Системой APG IV:
|  |                                      |  |                                   |                                   |                     |  | ещё 6 семейств | ещё 6 семейств |                    |  |          |  | еще 15 подтвержденных видов, и 30 в статусе "непроверенных" | еще 15 подтвержденных видов, и 30 в статусе "непроверенных" |  |
|  |                                      |  |                                   |                                   |                     |  | ещё 6 семейств | ещё 6 семейств |                    |  |          |  | еще 15 подтвержденных видов, и 30 в статусе "непроверенных" | еще 15 подтвержденных видов, и 30 в статусе "непроверенных" |  |
|  |                                      |  |                                   | порядок Зонтикоцветные            |                     |  |                |                | род Пастернак      |  |          |  |                                                             |                                                             |  |
|  |                                      |  |                                   | порядок Зонтикоцветные            |                     |  |                |                | род Пастернак      |  | 1 подвид |  |                                                             |                                                             |  |
|  | отдел Цветковые, или Покрытосеменные |  |                                   |                                   | семейство Зонтичные |  |                |                | Пастернак посевной |  |          |  |                                                             |                                                             |  |
|  | отдел Цветковые, или Покрытосеменные |  |                                   |                                   |                     |  |                |                |                    |  |          |  |                                                             |                                                             |  |
|  |                                      |  | ещё 63 порядка цветковых растений | ещё 63 порядка цветковых растений |                     |  |                | ещё 447 родов  | ещё 447 родов      |  |          |  |                                                             |                                                             |  |
|  |                                      |  |                                   | ещё 63 порядка цветковых растений |                     |  |                |                | ещё 447 родов      |  |          |  |                                                             |                                                             |  |

### Внутривидовые таксоны
- со статусом «подтвержденный» ('accepted') 
  - Pastinaca sativa  subsp. divaricata (Desf.) Rouy & E.G.Camus

### Синонимы
- Anethum pastinaca  Wibel
- Elaphoboscum sativum  (L.) Rupr.
- Pastinaca angulosa  Dulac
- Pastinaca capensis  Sond.
- Pastinaca esculenta  Salisb.
- Pastinaca fleischmannii  Hladnik
- Pastinaca heracleoides  (Boros) Kotov
- Pastinaca insularis  Rouy & E.G.Camus
- Pastinaca insularis  Calest.
- Pastinaca opaca  Bernh. ex Hornem.
- Pastinaca pratensis  H.Mart.
- Pastinaca propinqua  Jord. ex Boreau
- Pastinaca sativa subsp. sylvestris  (Mill.) Rouy & E.G.Camus
- Pastinaca sativa subsp. sylvestris  Roug & Camus
- Pastinaca sylvestris  Mill.
- Pastinaca taraxacifolia  Fisch. ex Roem. & Schult.
- Pastinaca tereticaulis  Boreau ex Čelak.
- Pastinaca vulgaris  Bubani
- Peucedanum opacum  Franch.
- Peucedanum pastinaca  Baill.
- Peucedanum pastinaca  (L.) Benth. & Hook.f.
- Peucedanum sativum  (L.) B.D.Jacks.
- Selinum opacum  E.H.L.Krause
- Selinum pastinaca  Crantz